# Neuseeländische Badmintonmeisterschaft 1963
Die Neuseeländische Badmintonmeisterschaft 1963 fand vom 26. bis zum 31. August 1963 in Hamilton statt. Es war die 30. Austragung der Badmintonmeisterschaften von Neuseeland.

## Titelträger
| Disziplin    | Sieger                  |
| ------------ | ----------------------- |
| Herreneinzel | Yew Cheng Hoe           |
| Dameneinzel  | Heather Robson          |
| Herrendoppel | Teh Kew San George Yap  |
| Damendoppel  | Heather Robson Val Gow  |
| Mixed        | William Kerr Jane Byram |